# María del Rosario de Ajuria e Idígoras
María del Rosario de Ajuria e Idígoras (Vitòria, 1844 - Madrid, abans de 1915) va ser una propietària i pintora basca.
Va néixer a Vitòria el 1844, filla de l'industrial Luis de Ajuria y Atauri, que ocupà diversos càrrecs polítics, entre els quals el d'alcalde la ciutat en set ocasions, i de Francisca de Idígoras y Unamúnzaga, filla d'una família noble.
Segons Manuel Ossorio, va ser pintora d'afecció. Va ser deixebla de Juan Ángel Sáez. Va presentar cinc quadres de gènere a l'Exposició Provincial de Belles Arts de Vitòria el 1867, molt elogiats per la premsa.
Es va casar amb Luis Ortiz de Zárate y Hernanz, un petit propietari madrileny amb el qual es va traslladar a viure a la capital el 1871. El 1897 va ingressar a la Congregació de San Ignacio, una associació formada per bascos instal·lats a Madrid. Va morir abans de 1915, any en què el seu marit va donar una custòdia a la Fàbrica de San Pedro de Vitòria per mandat de la seva esposa.